# چارلز ریدپات
چارلز ریدپات (انگلیسی: Charles Reidpath؛ ۲۰ سپتامبر ۱۸۸۹ – ۲۱ اکتبر ۱۹۷۵) دونده اهل ایالات متحده آمریکا بود.